# Carol D. Leonnig
Carol Duhurst Leonnig é uma jornalista investigativa americana. Leonnig é redatora da equipe do The Washington Post desde 2000 e fazia parte de uma equipe de repórteres de segurança nacional que ganhou o Prêmio Pulitzer 2014 de Serviço Público. O prêmio da equipe do Post foi por relatos que revelaram a espionagem expandida da NSA contra os americanos. Mais tarde, ela receberia prêmios Pulitzer por reportagens nacionais em 2015 e 2018.

## Primeiros anos
Leonnig é natural de Upper Marlboro, no Condado de Prince George's, Maryland. "Como filha de dois advogados, ela sabe fazer um bom argumento, mas não é do tipo argumentativo. O crédito é para sua mãe, Dolly, por incutir as boas maneiras que continuam a servi-la bem, mesmo com os mais endurecidos de Washington". Ela se formou em Bryn Mawr em 1987.

## Carreira
Seu primeiro trabalho como jornalista foi em 1989 no The Philadelphia Inquirer. Mais tarde, tornou-se escritora do The Charlotte Observer, onde fez pela primeira vez reportagens sobre o governo da cidade, depois mudou-se para cobrir a legislatura estadual e acabou se tornando correspondente do jornal em Washington. Durante seu período no Observer, foi repórter líder em vários projetos de investigação, incluindo um envolvendo o uso de fundos federais pelo Bank of America para demolir moradias de baixa renda perto de sua sede corporativa e outro descobrindo o governo. Jim Hunt direcionou pessoalmente os fundos estatais a serem usados para construir uma grande ponte em sua cidade natal rural. Hunt pediu desculpas e cancelou o projeto depois que a história sobre seu envolvimento foi publicada.

### The Washington Post
No The Washington Post, Leonnig cobriu o governo da cidade do Distrito de Columbia e seus problemas contínuos com a corrupção e depois passou cinco anos cobrindo os tribunais federais de Washington. Tendo relatado no Governo Bush e questões que envolvem detentos encarcerados indefinidamente na Prisão de Guantánamo, ela agora escreve para o National Desk do Post como parte de uma equipe investigando funcionários públicos, agências federais e responsabilização do governo.
Ela já fez inúmeras entrevistas de rádio e televisão, incluindo a National Public Radio, The NewsHour With Jim Lehrer, Fox News e MSNBC. Sua cobertura do Governo Bush foi citada em muitos livros sobre o assunto.
Em 2011, Leonnig e seu colega do Post Joe Stephens revelado em uma série de histórias como o Governo Obama pressionou para aprovar um empréstimo federal de 535 milhões de dólares para Solyndra, um fabricante de painel solar. Suas histórias documentavam como assessores da Casa Branca para os assessores mais antigos da Casa Branca pressionavam os funcionários do Ministério da Gestão e Orçamento a tomar uma decisão sobre a aprovação do empréstimo de Solyndra a tempo de uma conferência de imprensa que haviam agendado provisoriamente para o vice-presidente anunciar o financiamento. A empresa foi uma das que o próprio Obama elogiou em uma visita de alto perfil em 2010, logo após os auditores independentes terem levantado preocupações sobre se Solyndra era financeiramente forte o suficiente para continuar sendo uma preocupação constante.

## Obras
- A Very Stable Genius: Donald J. Trump's Testing of America (2020) Penguin Random House; ISBN 978-1-9848-7749-9; escrito com Philip Rucker
- Carol D. Leonnig, Philip Rucker: I Alone Can Fix It: Donald Trump’s Catastrophic Final Year. Engels 2021, ISBN 978-0593300626

## Prêmios
Em 2018, Leonnig fez parte da equipe que ganhou o Prêmio Pulitzer por reportagem nacional como colaborador de 10 histórias sobre a investigação de interferência russa nas eleições de 2016 no The Washington Post.
Em 2015, Leonnig ganhou o Prêmio Pulitzer por reportagem nacional "por sua cobertura inteligente e persistente do Serviço Secreto, seus lapsos de segurança e as maneiras pelas quais a agência negligenciou sua tarefa vital: a proteção do Presidente dos Estados Unidos".
O The Washington Post recebeu o Prêmio Pulitzer 2014 de Serviço Público por sua cobertura da vigilância ampliada da Agência de Segurança Nacional dos americanos comuns com base nas divulgações do ex-contratado da NSA Edward Snowden. Leonnig fazia parte da equipe de reportagem cujos seis meses de trabalho revelador expuseram a coleção secreta de registros do governo para todos os telefonemas e comunicações eletrônicas dos americanos. A equipe também descobriu como um tribunal secreto havia autorizado grande parte da coleta de comunicações sob lei secreta. Apesar das alegações do presidente Obama de que o tribunal forneceu uma verificação importante do poder de espionagem da NSA, A equipe do Post revelou como os principais juízes do tribunal descobriram tardiamente que a NSA violava as regras do tribunal para proteger a privacidade de indivíduos inocentes há anos — de fato, a partir do dia em que os programas de vigilância começaram. Mais tarde, o juiz principal do tribunal reconheceu ao Post que não tinha como verificar as alegações da NSA de que estava protegendo adequadamente a privacidade.
Também em 2014, Leonnig foi vencedora do Prêmio George Polk por reportagem investigativa, concedida pela Universidade de Long Island, por seu trabalho em 2013 que descobriu um escândalo de suborno envolvendo Virginia Gov. Bob McDonnell. Juntamente com os colegas vencedores e colegas do Post, Rosalind Helderman e Laura Vozzella, Leonnig ajudou a revelar cerca de 165 mil dólares em presentes e empréstimos de luxo que McDonnell e a primeira-dama Maureen McDonnell receberam de um proeminente empresário de Richmond e o esforço do casal em usar as alavancas do Estado para ajudar os negócios de seus clientes. Revelações sobre a série de presentes em troca de atos oficiais levaram à acusação criminal dos McDonnells em janeiro de 2014.
Em 2005, Leonnig fazia parte de uma equipe de sete pessoas que ganhou o prêmio Selden Ring de Jornalismo Investigativo concedido pela Annenberg School for Communication da Universidade do Sul da Califórnia por uma série de artigos que descobriram níveis insalubres de chumbo na água potável em Washington, D.C. e problemas com o relatório da qualidade da água nos Estados Unidos.
Ela também é ex-bolsista de reportagem de Paul Miller Washington.